# Psychotria waasii
Espèce
Synonymes
- Psychotria filipes Hook.f.[1]
- Uragoga josephi Kuntze[1]

Statut de conservation UICN

 VU A1c, B1+2c : Vulnérable
Psychotria waasii est une espèce de plantes de la famille des Rubiaceae.

## Publication originale
- Botaniska Notiser 129: 381. 1977.